# Caliciales
De Caliciales vormen een orde van Lecanoromycetes uit de subklasse van Lecanoromycetidae. Het bestaat uit twee families: Caliciaceae en Physciaceae, die samen 54 geslachten en meer dan 1200 soorten bevatten. Deze orde werd beschreven door Amerikaanse botanicus Charles Edwin Bessey en voor het eerst geldig gepubliceerd in 1907.
Tot deze orde behoren bepaalde soorten korstmossen.

## Taxonomie
De taxonomische indeling van de Caliciales is als volgt:
- Familie: Caliciaceae
- Familie: Physciaceae